# Timor et tremor (di Lasso)

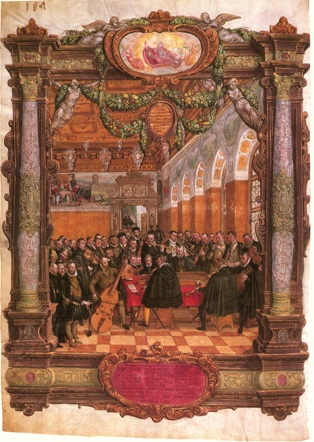
Orlando di Lasso dirigeert een essemble, Hans Mielich (1516-1573)

Timor et tremor (Angst en beven) is een zesstemmig (SAATTB) motet van de Henegouwse componist Orlando di Lasso (1532-1594) uit 1564.

## Achtergrond
De tekst van het motet gaat terug naar verschillende passages uit de Heilige Schrift, waarvan de oudste versie bekend is in het gregoriaans. De woordcombinatie timor et tremor komt in de Bijbel drie keer voor: I Makkabeeën, 7:18 (Et incubuit timor et tremor in omnem populum quia dixerunt non est ei veritas et iudicium transgressi sunt enim constitutum et iusiurandum quod iuraverunt, dat is En het gehele volk werd van angst en schrik van hen vervuld, want zij zeiden: er bij hen is geen waarheid en geen recht, want ze verbreken iedere belofte en eed die zij hebben gezworen) Judit, 14:17 (Quod cum audissent principes virtutis Assyriorum sciderunt omnes vestimenta sua et intolerabilis timor et tremor cecidit super eos et turbati sunt animi eorum valde, dat is: Toen ze dit hoorden scheurden alle aanvoerders onder het assyrische leger hun kleren; ondragelijke angst en beven grepen hen aan, ze raakten hun bezinning geheel en al kwijt) en psalm 54:6 (timor et tremor venit super me et contexit me tenebra, dat is: angst en beven houden mij beklemd en de schrik grijpt mij aan). 
De compositie ademt zowel de beklemming van de angst als de hoop op verhoring van smeekbeden.

## Tekst
Timor et tremor venerunt super me,
et caligo cecidit super me:
miserere mei, Domine, miserere mei,
quoniam in te confidit anima mea.
Exaudi, Deus, deprecationem meam,
quia refugium meum es tu et adjutor fortis.
Domine, invocavi te, non confundar.

### Vertaling
Angst en beven zijn over mij gekomen
en donkerte is mij overvallen
Ontferm U over mij, Heer, onferm U over mij
Want mijn ziel vertrouwt op U
Verhoor, Heer, mijn smeekbede
want U bent mijn toevlucht en mijn sterke helper
Ik heb U, Heer, aangeroepen en ik zal niet verloren gaan.